# Wilhelm Falk (Politiker)
Wilhelm („Will“) Falk (* 9. Oktober 1909 in Berlin-Tegel; † 26. September 1970 in Berlin-Spandau) war ein deutscher liberaler Politiker (LDP/FDP). Er war Vorsitzender der LDP-Landesverbandes Brandenburg.

## Leben
Falk wurde nach 1945 Mitglied der LDP. Er war Jugendreferent der LDP-Parteileitung in Berlin. Im Juni 1946 trat er die Nachfolge des abgesetzten Albert Grundei an und wurde kommissarischer Vorsitzender der LDP-Landesverbandes Brandenburg. Ab Juni 1946 war er Mitglied der Beratenden Versammlung Brandenburg und dort zweiter stellvertretender Vorsitzender. Ab Juli 1946 gehörte er auch dem LDP-Zentralvorstand an. Falk engagierte sich nicht für die Arbeit im Demokratischen Block, bis Anfang November 1946 nahm er an keiner Sitzung des Provinzialblockausschusses teil. Er wandte sich in Wahlreden in Angermünde und in Brandenburg an der Havel Ende August gegen die Bodenreform und dagegen, dass einfache Leute aus dem Volke als Bürgermeister eingesetzt worden waren. Vor allem aber trat er mit beleidigenden Äußerungen gegenüber der SED auf und zog sich deren Zorn zu. Falk kandidierte als Spitzenkandidat für die Landtagswahlen am 20. Oktober 1946 in Brandenburg. Er wurde jedoch auf Druck der SED wieder von der Liste gestrichen. Ihm war von der SED vorgeworfen worden, ehemaliger NS-Propagandaredner gewesen zu sein. Wenig später übersiedelte Falk in die britische Besatzungszone und war 1947/1948 Hauptgeschäftsführer des FDP-Verbandes für die britische Besatzungszone. Bei einem Besuch in Potsdam wurde er am 11. November 1948 verhaftet und wegen „antisowjetischer Agitation“ vom Sowjetischen Militärtribunal am 16. Februar 1949 zu zehn Jahren Arbeitslager verurteilt. 1956 wurde er aus der Haft entlassen. Falk floh anschließend nach West-Berlin, wo er in der Erwachsenenbildung arbeitete und in der FDP aktiv war.